# Нападение на Мерс-эль-Кебир
Нападение на Мерс-эль-Кебир (фр. Bataille de Mers el-Kébir, англ. Attack on Mers-el-Kébir) — атака соединением Королевского флота Великобритании французского флота на его базе Мерс-эль-Кебир во Французском Алжире, осуществлённая 3 июля 1940 года. Нападение было частью операции «Катапульта», проведённой после перемирия Франции и Германии с целью недопущения попадания кораблей французского флота под контроль Германии.
В акватории недостроенной базы Мерс-эль-Кебир стояли основные силы французского Атлантического флота под командованием адмирала Жансуля: два новых линкора типа «Дюнкерк», два старых линкора типа «Бретань» и шесть лидеров. Неподалёку в Оране находилось большое количество эсминцев, сторожевых кораблей и подводных лодок. Подступы к Мерс-эль-Кебиру прикрывали батареи береговой обороны, а на близлежащих аэродромах были размещены 42 самолёта. Французские корабли находились в процессе демобилизации, а взлёт самолётов был запрещён условиями перемирия с Германией.
С британской стороны в операции участвовало соединение «H» под командованием адмирала Сомервилла: линейный крейсер «Худ», два старых линкора, авианосец «Арк Ройял», 2 лёгких крейсера и 11 эсминцев.
3 июля британцы передали Жансулю ультиматум, требовавший перевести корабли в порты Британии или США либо затопить их. В противном случае французскому флоту угрожало уничтожение. Переговоры длились весь день, однако закончились провалом. Британские корабли открыли огонь по неподвижно стоявшим французским кораблям. После начала атаки корабли попытались покинуть гавань, однако это удалось не всем: французский линкор «Бретань» взорвался и затонул, а линкоры «Прованс» и новейший «Дюнкерк» получили сильные повреждения и были вынуждены приткнуться к берегу. Сильные повреждения получил также и лидер «Могадор». Новейшему линкору «Страсбург» удалось сняться с якоря и уйти вместе с остальными лидерами в Тулон.
Французы заявили о том, что «Дюнкерк» мог быть введён в строй в течение нескольких дней. Ответом стало повторное нападение соединения «H» на французскую базу. В этот раз атака была произведена британскими торпедоносцами с авианосца «Арк Ройал». В результате атаки «Дюнкерк» получил тяжёлые повреждения и выбыл из строя на много месяцев. За два дня французы потеряли погибшими 1297 человек. Потери британцев составили 6 самолётов и 2 лётчика погибшими и 2 ранеными.

## Предшествующие события
Провал Дюнкеркской операции и неспособность французских войск организовать оборону стали предвестниками капитуляции Франции. Британские власти, терявшие союзника на континенте, занялись организацией обороны Британских островов. Одним из важных факторов, влиявших на будущее положение Великобритании, была дальнейшая судьба французского флота. Британцы не могли допустить попадания французских кораблей в руки противника. Во время встречи в Бордо, 18 июня 1940 года, главнокомандующий французским флотом адмирал Дарлан заверил Первого морского лорда сэра Дадли Паунда в том, что французы предпримут все необходимые меры для того, чтобы корабли остались французскими, либо были затоплены, либо перешли в порты Британии или США.
Одним из условий франко-германского перемирия было прекращение использования флотом зашифрованных сообщений. Дарлан воспользовался временем, остававшимся до вступления в силу перемирия, разослав флоту зашифрованные сообщения с последними распоряжениями о дальнейшей судьбе. 22 июня 1940 года, во время обсуждения условий германо-французского перемирия, адмирал распорядился организовать на каждом корабле секретную партию, в задачу которой входили разрушение вооружения и затопление корабля в случае любой попытки немцев в нарушение договорённостей использовать корабли в собственных целях. В одном из последних сообщений от 24 июня Дарлан так прояснял свою позицию:
- 1) демобилизованные военные корабли остаются под французским флагом, с французскими экипажами и должны находиться во французских неоккупированных портах;
- 2) должны быть приняты секретные меры по организации саботажа с целью предотвратить попытки любых иностранцев использовать французские корабли;
- 3) если будет подписан текст франко-германского соглашения, противоречащий первому пункту, без приказа корабли должны следовать в США или затопиться[3].

После капитуляции Франции британский флот всё ещё имел преимущество над объединёнными морскими силами Германии и Италии, однако оно могло исчезнуть в случае попадания в руки противника современных французских кораблей. Восьмая статья франко-германского соглашения о перемирии и аналогичная двенадцатая статья франко-итальянского соглашения оговаривали, что французские корабли должны были быть разоружены под контролем стран Оси в портах довоенной приписки. Таким образом, современные французские линкоры должны были прибыть в Брест, занятый германскими войсками. Французы провели переговоры с германской и итальянской сторонами о том, чтобы демобилизация проводилась в неоккупированных портах Франции — Тулоне и африканских портах. Итальянцы приняли это условие 29 июня, затем оно было принято и немецкой стороной. Информация об этих договорённостях не была своевременно получена британским Адмиралтейством ввиду затруднённого сообщения с военно-морским министерством Франции.
Ещё одним поводом для осложнений было то, что во французском языке слово «контроль» применялось в значении «наблюдение», а в английском — «управление». Британское правительство предполагало, что у Германии будет возможность захватить французские корабли, и поэтому было принято решение провести операцию по нейтрализации французского флота, которая получила кодовое название «Катапульта». Захват французских кораблей, находившихся в портах Великобритании и Александрии, возможно было провести скрытно с берега с помощью абордажных партий. Однако во французских портах этот способ был невозможен, и нейтрализация французских кораблей потребовала бы проведения переговоров или применения силы. Наиболее сложной представлялась операция по нейтрализации сильного французского соединения на базе Мерс-эль-Кебир. Для этой цели было выделено британское соединение «H», базировавшееся на Гибралтаре.
Так как немцы и итальянцы согласились с тем, чтобы французские корабли разоружались в не захваченных французских портах, французские корабли уже не планировали переход в Британию и начали подготовку к демобилизации. Тем временем британские официальные лица провели ряд встреч с руководителями французских африканских департаментов и командующими расположенных там воинских подразделений с предложением отказаться подчиняться правительству Виши, перейти на сторону Великобритании и продолжить борьбу со врагом. 24 июня 1940 года начальник морской станции в Гибралтаре британский адмирал сэр Дадли Норт встретился с адмиралом Жансулем в Мерс-эль-Кебире на борту «Дюнкерка». В ответ на предложение Норта Жансуль сообщил, что будет подчиняться приказам французского правительства и адмирала Дарлана в частности, после чего отверг любые предположения о том, что французские корабли могут перейти под британское командование. Вместе с тем француз заверил британского адмирала, что ни один корабль ни в коем случае не попадёт в руки врага, если тот решится осуществить такую попытку. 26 июня вернувшийся в Гибралтар Норт получил от британского Адмиралтейства следующее сообщение: 

Считаете ли Вы, что французский флот, находящийся в Оране, может подчиниться нам, если британские корабли появятся перед портом с таким предложением?— Гаррос, стр. 25
 На это Норт, исходя из беседы с Жансулем, дал отрицательный ответ.

## Оперативное соединение H
Западное Средиземноморье было зоной ответственности французского флота, поэтому после капитуляции Франции Великобритании необходимо было закрыть появившуюся брешь в обороне. Было принято решение создать в Гибралтаре соединение «H». Благодаря удобному расположению Гибралтара базирующееся в нём соединение могло в кратчайшие сроки достичь середины Средиземного моря, прикрывать маршруты конвоев из Фритауна, а при необходимости оказать помощь Флоту Метрополии в северной части Атлантического океана. В Западном Средиземноморье, кроме противодействия флоту Италии, у соединения была ещё одна сложная задача. Необходимо было помешать странам Оси захватить французские корабли, находящиеся в африканских портах. При выборе командующего соединением руководствовались двумя соображениями: 1) для возможности ведения переговоров он должен был иметь ранг не ниже ранга французского адмирала Жансуля; 2) в случае необходимости ему должно было хватить решимости применить силу к бывшим союзникам. После рассмотрения кандидатур на пост командующего соединением «Н» был назначен вице-адмирал Джеймс Сомервилл, отозванный из отставки.
Основу соединения «Н» составили линейный крейсер «Худ», только что вышедший из ремонта, и авианосец «Арк Ройал». 18 июня «Худ» и «Арк Ройал», сопровождаемые 8-й флотилией эсминцев, вышли с Британских островов в Гибралтар, куда прибыли 23 июня 1940 года. 28 июня 1940 года адмирал Сомервилл вышел на крейсере «Аретьюза» из Плимута в Гибралтар с грузом магнитных мин на борту. 30 июня Сомервилл поднял флаг на линейном крейсере «Худ». Формирование соединения Н было закончено. В него, кроме «Худа» и «Арк Ройала», вошли старые линкоры «Вэлиэнт» и «Резолюшен», лёгкие крейсера «Аретьюза» и «Энтерпрайз» и одиннадцать эсминцев. Помимо надводных кораблей, соединению временно были приданы подводные лодки «Протеус» и «Пандора».
1 июля 1940 года Сомервилл получил приказ быть готовым провести операцию «Катапульта» 3 июля. Жансулю должны были быть переданы четыре предложения: продолжить войну на стороне англичан, репатриироваться в британском порту, разоружить корабли под наблюдением англичан, затопить свои корабли. Адмирал Сомервилл направил длинное послание в Адмиралтейство, в котором убеждал не применять силу, так как это приведёт к тому, что бывшие союзники станут врагами. В ответном послании Адмиралтейство ответило, что Сомервиллу поручена трудная и неприятная миссия, однако, если французы не согласятся на озвученные условия, он должен будет уничтожить французские корабли. Единственным послаблением стало добавление к вышеописанным предложениям варианта, по которому французы могли уйти на Антильские острова для последующей демилитаризации и перехода под контроль США. Соединение «H» вышло из Гибралтара в 16:00 2 июля.

## Силы сторон

### Великобритания
В операции «Катапульта» 3—4 июля 1940 года в состав соединения «H» адмирала Сомервилла входили линейный крейсер «Худ», линкоры «Резолюшен» и «Вэлиант», авианосец «Арк Ройял», лёгкие крейсера «Аретьюза», «Энтерпрайз» и 11 эсминцев.
| Соединение «H» (Вице-адмирал сэр Джеймс Сомервилл) | Соединение «H» (Вице-адмирал сэр Джеймс Сомервилл)             | Соединение «H» (Вице-адмирал сэр Джеймс Сомервилл)              | Соединение «H» (Вице-адмирал сэр Джеймс Сомервилл) | Соединение «H» (Вице-адмирал сэр Джеймс Сомервилл) | Соединение «H» (Вице-адмирал сэр Джеймс Сомервилл) | Соединение «H» (Вице-адмирал сэр Джеймс Сомервилл)                                           |
| Корабль                                            | Корабль                                                        | Капитан                                                         | Год постройки                                      | Полное водоизмещение, т                            | Скорость номинальная, уз.                          | Вооружение                                                                                   |
| -------------------------------------------------- | -------------------------------------------------------------- | --------------------------------------------------------------- | -------------------------------------------------- | -------------------------------------------------- | -------------------------------------------------- | -------------------------------------------------------------------------------------------- |
| HMS Hood (1918)                                    | Линейный крейсер «Худ» (Ф)                                     | кэптэн Гленни (I. G. Glennie)                                   | 1920                                               | 48 650                                             | 31                                                 | 4×2×381-мм/45; 12×1×140-мм/50, 4×2×102-мм/45 3×8×40-мм;4×4 — 12,7-мм; 4×533-мм ТА            |
| HMS Valiant (1914)                                 | линкор «Вэлиант»                                               | кэптэн Роулингс (H. B. Rawlings)                                | 1916                                               | 36 000                                             | 24                                                 | 4×2×381-мм/45, 10×2×114-мм/45, 4×8×40-мм/40, 4×4×12,7-мм; 2 гидросамолёта                    |
| HMS Resolution (1915)                              | линкор «Резолюшен»                                             | кэптэн Бевир (O. Bevir)                                         | 1916                                               | 32 500                                             | 21,5                                               | 4×2×381-мм/45, 12×1×152-мм/45, 4×2×102-мм/45, 2×8×40-мм/40, 2x4×12,7-мм; 1 гидросамолёт      |
| HMS Ark Royal (1937)                               | авианосец «Арк Ройял» (флаг вице-адмирала Уэлса (L. V. Wells)) | кэптэн Холланд (C. S. Holland)                                  | 1938                                               | 27 720                                             | 31                                                 | 8×2×114-мм/45, 4×8×40-мм/40, 4×4×12,7-мм, до 72 самолётов                                    |
| Arethusa (1934)                                    | лёгкий крейсер «Аретьюза», одноимённого типа                   | кэптэн Грэхем (Q. D. Graham)                                    | 1935                                               | 6665                                               | 32,3                                               | 3×2×152-мм/50, 4×1×102-мм/45, 2×4×12,7-мм, 2×3×533-мм ТА; 1 гидросамолёт                     |
| Enterprise (1919)                                  | лёгкий крейсер «Энтерпрайз» типа «Эмеральд»                    | кэптэн Эннсли (J. C. Annesley)                                  | 1926                                               | 9500                                               | 33                                                 | 1×2 и 5×1 152-мм/50, 3×1×102-мм/45, 2×1×40-мм/40, 4×4×12,7-мм, 4×4×533-мм ТА; 1 гидросамолёт |
| Эсминцы 8-го дивизиона                             |                                                                |                                                                 |                                                    |                                                    |                                                    |                                                                                              |
| HMS Faulknor (1934)                                | «Фолкнор», лидер эсминцев типа F                               | кэптэн де-Сэйлис (A. F. de Salis)                               | 1935                                               | ~2230                                              | 36,75                                              | 5×1×120-мм/45, 2×4×533-мм ТА                                                                 |
| HMS Foxhound (1934)                                | «Фоксхаунд», эсминец типа F                                    | лейтенант-коммандер Питерс (G. H. Peters)                       | 1935                                               | ~2100                                              | 36                                                 | 4×1×120-мм/45, 2×4×533-мм ТА                                                                 |
| HMS Fearless (1934)                                | «Фирлесс», эсминец типа F                                      | коммандер Харкнесс (K. L. Harkness)                             | 1934                                               | ~2100                                              | 36                                                 | 4×1×120-мм/45, 2×4×533-мм ТА                                                                 |
| HMS Forester (1934)                                | «Форестер», эсминец типа F                                     | лейтенант-коммандер Тэнкок (E. B. Tancock)                      | 1934                                               | ~2100                                              | 36                                                 | 4×1×120-мм/45, 2×4×533-мм ТА                                                                 |
| HMS Foresight (1934)                               | «Форсайт», эсминец типа F                                      | лейтенант-коммандер Ламберт (G. T. Lambert)                     | 1935                                               | ~2100                                              | 36                                                 | 4×1×120-мм/45, 2×4×533-мм ТА                                                                 |
| HMS Escort (1934)                                  | «Эскорт», эсминец типа E                                       | лейтенант-коммандер Босток (J. Bostock)                         | 1934                                               | ~2000                                              | 36                                                 | 4×1×120-мм/45, 2×4×533-мм ТА                                                                 |
| Эсминцы 13-го дивизиона                            |                                                                |                                                                 |                                                    |                                                    |                                                    |                                                                                              |
| HMS Keppel (1920)                                  | «Кеппел», лидер типа Торникрофт                                | лейтенант-коммандер Хейвуд-Лонсдэйл (E. G. Heywood-Lonsdale)    | 1925                                               | 2080                                               | 36                                                 | 5×1×120-мм/45, 1×1×76-мм/40, 2×3×533-мм ТА                                                   |
| HMS Active (1929)                                  | «Эктив», эсминец типа A                                        | временный коммандер (Acting Commander) Тёрнер (E. C. L. Turner) | 1930                                               | 2020                                               | 35,25                                              | 4×1×120-мм/45, 2×1×40-мм/40, 2×4×533-мм ТА                                                   |
|                                                    | «Рестлер», эсминец типа W                                      | лейтенант-коммандер Карри (E. N. V. Currey)                     | 1918                                               | 1490                                               | 34                                                 | 4×1×102-мм/45, 1×1×40-мм/40; 2×3×533-мм ТА                                                   |
|                                                    | «Видетт», эсминец типа V                                       | лейтенант-коммандер Броклбэнк (D. R. Brocklebank)               | 1918                                               | 1490                                               | 34                                                 | 4×1×102-мм/45, 1×1×40-мм/40; 2×3×533-мм ТА                                                   |
| HMS Vortigern (1917)                               | «Вортигерн», эсминец типа V                                    | лейтенант-коммандер Хаулетт (R. S. Howlett)                     | 1918                                               | 1490                                               | 34                                                 | 4×1×102-мм/45, 1×1×40-мм/40; 1×3 и 1×2×533-мм ТА                                             |

### Франция
Французская атлантическая эскадра была распределена между тремя портами — Мерс-эль-Кебиром, Ораном и Алжиром. На недостроенной базе Мерс-эль-Кебир находились линкоры «Дюнкерк», «Страсбург», «Прованс», «Бретань», шесть лидеров — «Вольта», «Могадор», «Тигр», «Линкс», «Керсен», «Террибль» и гидроавианосец «Коммандан Тест». База была прикрыта береговыми батареями калибром от 75 до 240 мм.
В Мерс-эль-Кебире линкоры располагались у причальной стенки не самым выгодным способом. Они стояли во внутренней гавани на расстоянии 120 метров друг от друга, в 60 метра от внешнего мола, кормой к нему. Таким образом, новые линкоры «Дюнкерк» и «Страсбург» не могли вести огонь главным калибром в сторону моря из-за того, что обе башни находились в носовой части. Один из лидеров — «Керсен» — был в небоеготовом состоянии, занимаясь ремонтом машин.
| Корабли в Мерс-эль-Кебире                                               | Корабли в Мерс-эль-Кебире                   | Корабли в Мерс-эль-Кебире                   | Корабли в Мерс-эль-Кебире                   | Корабли в Мерс-эль-Кебире                   | Корабли в Мерс-эль-Кебире                                                      |
| Корабль                                                                 | Корабль                                     | Год постройки                               | Полное водоизмещение, т                     | Скорость номинальная, уз.                   | Вооружение                                                                     |
| 1-я дивизия линкоров (вице-адмирал Жансуль)                             | 1-я дивизия линкоров (вице-адмирал Жансуль) | 1-я дивизия линкоров (вице-адмирал Жансуль) | 1-я дивизия линкоров (вице-адмирал Жансуль) | 1-я дивизия линкоров (вице-адмирал Жансуль) | 1-я дивизия линкоров (вице-адмирал Жансуль)                                    |
| ----------------------------------------------------------------------- | ------------------------------------------- | ------------------------------------------- | ------------------------------------------- | ------------------------------------------- | ------------------------------------------------------------------------------ |
| Dunkerque (1935)                                                        | Линкор «Дюнкерк»(Ф), одноимённого типа      | 1937                                        | 35 444                                      | 29,5                                        | 2×4×330-мм/45; 2×2 и 3×4×130-мм/45, 5×2×37-мм/60, 8×4×13,2-мм, 3 гидросамолёта |
| Strasbourg (1936)                                                       | Линкор «Страсбург», типа «Дюнкерк»          | 1937                                        | 36 962                                      | 29,5                                        | 2×4×330-мм/45; 2×2 и 3×4×130-мм/45, 5×2×37-мм/60, 8×4×13,2-мм, 3 гидросамолёта |
| 2-я дивизия линкоров (контр-адмирал Буксен)                             |                                             |                                             |                                             |                                             |                                                                                |
| Прованс (линкор)                                                        | Линкор «Прованс» (Ф), типа «Бретань»        | 1916                                        | 23 549                                      | 21,4                                        | 5×2×340-мм/45, 14×1×138 мм/40, 8×1×75-мм/60, 4×1×37-мм, 2×4×13,2-мм            |
| Бретань (линкор)                                                        | Линкор «Бретань», одноимённого типа         | 1915                                        | 23 549                                      | 21,4                                        | 5×2×340-мм/45, 14×1×138 мм/40, 8×1×75-мм/60, 4×1×37-мм, 2×4×13,2-мм            |
| Приданный гидроавианосец с эскадрильей HS1 (шесть самолётов «Луар-130») |                                             |                                             |                                             |                                             |                                                                                |
| Коммандан Тест (гидроавианосец)                                         | гидроавианосец «Коммандан Тест»             | 1932                                        | 11 680                                      | 20,5                                        | 12×1×100-мм/45, 8×1×37-мм, 6×2×13,2-мм, до 26 гидросамолётов                   |
| 6-й дивизион контрминоносцев (контр-адмирал Лакруа)                     |                                             |                                             |                                             |                                             |                                                                                |
| Mogador (1937)                                                          | лидер «Могадор»(Ф) одноимённого типа        | 1939                                        | 3954                                        | 39                                          | 4×2×138-мм/45, 2×2×37-мм, 2×2×13,2-мм, 2×2 и 2×3×550-мм ТА                     |
| Volta (1936)                                                            | лидер «Вольта» типа «Могадор»               | 1939                                        | 3954                                        | 39                                          | 4×2×138-мм/45, 2×2×37-мм, 2×2×13,2-мм, 2×2 и 2×3×550-мм ТА                     |
| 4-й дивизион контрминоносцев                                            |                                             |                                             |                                             |                                             |                                                                                |
| Tigre (1924)                                                            | лидер «Тигр» типа «Ягуар»                   | 1925                                        | 2700                                        | 35,5                                        | 4×1×130-мм/40, 4×2×13,2-мм, 2×3×550-мм ТА                                      |
| Tigre (1924)                                                            | лидер «Линкс» типа «Ягуар»                  | 1927                                        | 2700                                        | 35,5                                        | 4×1×130-мм/40, 4×2×13,2-мм, 2×3×550-мм ТА                                      |
| приданные контрминоносцы                                                |                                             |                                             |                                             |                                             |                                                                                |
| Kersaint (1931)                                                         | лидер «Керсен» типа «Вокелен»               | 1933                                        | 3140                                        | 36                                          | 5×1×138-мм/40, 4×1×37-мм, 2×2×13,2-мм, 1×3 и 2×2×550-мм ТА                     |
| Le Terrible (1933)                                                      | лидер «Террибль» типа «Ле Фантаск»          | 1935                                        | 3380                                        | 37                                          | 5×1×138-мм/45, 2×2×37-мм, 2×2×13,2-мм, 3×3×550-мм ТА                           |

Также в Мерс-эль-Кебире находился ряд вспомогательных кораблей — корабли береговой охраны «Лилия» (A.D.275), «Надаль» (V.P.77), «Сэ нэ-па-вотр-аффэр» (V.P.84), лихтер «Пюиссант», буксиры «Эстерель», «Керуан», «Арман», «Кольгрен», «Котантэн», «Фрондёр», танкеры «Фреш», «Торран».
В Оране, в нескольких милях на восток, располагались эсминцы «Борделе», «Тромб», «Трамонтан», «Торнад», «Тифон», «Брестуа», «Булонэ», «Каск», «Корсар», миноносец «Пурсюивант», колониальные авизо (сторожевые корабли) «Риго де Жануйи», «Грандьер», «Шамуа», «Энпетюоз», «Батайоз», «Кюрьёз» (неисправный), сторожевики «Ажаксьенн» (Р.136), «Тулоннез» (Р.138), «Сетуаз» (Р.139), «Тер-Нёв» (Р.18), «Мариго» (P.1), тральщики «Анжель Б» (A.D.73), «Рэймон» (A.D.277), подводные лодки «Диан», «Данаэ», «Эридис», «Ариан», «Псише» и «Ореад».
Базовая авиация в Ла-Сенья и Сен-Дени-Дю-Сиг насчитывала приблизительно 50 истребителей M.S.406 и «Хок-75» и ещё 50 неисправных самолётов. По другим данным, исправными были только 42 истребителя.
В Алжире находились 3-я и 4-я дивизии крейсеров, 8-й и 10-й дивизионы контрминоносцев: лёгкие крейсера «Марсейез», «Ла Галиссоньер», «Жан де Вьен», «Жорж Лейе», «Глуар», «Монткальм», лидеры «Эндомтабль», «Малэн», «Фантаск» и «Одасье».

## Сражение

### Переговоры
Ещё в Гибралтаре для переговоров с Жансулем был выбран командир «Арк Ройала» капитан Холланд, ранее служивший военно-морским атташе в Париже и в совершенстве говоривший по-французски. Холланд, бывший обаятельным человеком, завёл множество знакомств и дружеских связей среди французских офицеров. Эсминец «Фоксхаунд» с Холландом на борту отделился от британского соединения в 2:00 GMT 3 июля. В 4:45 «Фоксхаунд» достиг мыса Фалькон и в 5:15 семафором просигналил с рейда Мерс-эль-Кебира: 
«Фоксхаунд» адмиралу Жансулю. Британское адмиралтейство направляет кэптена Холланда для переговоров с Вами. Пожалуйста, разрешите прибыть.
Холланд не сообщил заранее о своём прибытии — Сомервилл опасался, что французы могут подготовиться к уходу или успеть уйти из Мерс-эль-Кебира. Наблюдатели доложили Жансулю, что на горизонте обнаружено сильное британское соединение в составе трёх линкоров и авианосца, крейсировавшее в 8 милях от Орана. Жансуль, предполагая, что Холланд, скорее всего, прибыл с ультиматумом, отказал ему в аудиенции, но отправил навстречу своего флаг-офицера Бернара Дюфея, хорошо говорившего по-английски и лично знакомого с Холландом. Дюфею было запрещено брать у Холланда какие-либо документы.

В 7:05, не дождавшись ответа французов, с «Фоксхаунда» передали на «Дюнкерк»: 
Адмиралу Жансулю. Британское Адмиралтейство посылает капитана Холланда для переговоров с вами. Флот Его Величества надеется, что мои предложения позволят Национальному флоту Франции, доблестному и славному, стать на нашу сторону. В этом случае ваши корабли останутся в ваших руках, никому не придётся беспокоиться о своём будущем. Британский флот, стоящий в море перед Ораном, радушно вас встретит.
В 7:15 Дюфей прибыл на борт «Фоксхаунда». Холланд настаивал на передаче документов и хотел дать разъяснения на словах Жансулю или в крайнем случае начальнику его штаба. Дюфей в 7:45 вернулся на борт «Дюнкерка» с отчётом адмиралу Жансулю. Положение Жансуля осложнялось тем, что французское адмиралтейство в тот день переезжало из Бордо в Виши с промежуточной остановкой в Нераке и связь с ним была потеряна. Поэтому фактически Жансулю нужно было принимать решение самостоятельно.
С борта «Дюнкерка» был передан сигнал, что Жансуль отказывается принять Холланда и «Фоксхаунду» следует немедленно удалиться. Холланд, не желая обострять обстановку, отправил эсминец в море, а сам на катере с двумя друзьями отправился к «Дюнкерку». Навстречу ему срочно на катере вышел Дюфей. Они встретились на бочке, стоявшей в 200 метрах внутри противолодочного заграждения. Холланд передал Дюфею пакет для адмирала. Тот отбыл на «Дюнкерк», а Холланд стал ждать ответа. В 8:45 Дюфей поднялся на борт «Дюнкерка». В пакете находился фактически британский ультиматум. Французским кораблям было предложено на выбор:
- 1) выйти в море и присоединиться к британскому флоту для продолжения борьбы с Германией и Италией;
- 2) выйти в море с уменьшенными экипажами для прохождения в британские порты, где французские моряки будут репатриированы;
- 3) выйти под английским эскортом с уменьшенными экипажами во французские порты в Вест-Индии или в порты США, где корабли будут разоружены, а экипажи репатриированы;
- 4) затопить корабли в течение 6 часов;
- 5) в противном случае им придётся сражаться с британцами.

Первый и второй пункты противоречили условиям перемирия и приказам французского командования, поэтому были отброшены Жансулем сразу. Третий пункт практически ничем не отличался от первых двух, потому что также нарушал условия перемирия. В недавних приказах Дарлана такой вариант рассматривался, но только в качестве ответа на попытку захвата кораблей немцами. К тому же утром 3 июля прибыло немецкое требование о возврате всех кораблей из Англии в порты Франции под угрозой пересмотра условий перемирия. Поэтому всерьёз он Жансулем не рассматривался, и в сообщении французскому адмиралтейству об ультиматуме он даже не упомянул этот вариант.
В 9:00 Дюфей передал Холланду ответ Жансуля: «Обещание, данное Норту, остаётся в силе. Французские корабли ни в коем случае не достанутся немцам или итальянцам в целом виде. В случае же применения силы французы будут сражаться». В 10:00 начальник штаба французской эскадры капитан 1 ранга Данбе передал Холланду послание, которое подтверждало ответ ранее, переданный Дюфеем. В нём также Жансуль предупреждал, что в случае применения силы весь французский флот окажется в состоянии войны с Великобританией.
Холланд доложил Сомервиллу о провале переговоров. В 10:50 с «Фоксхаунда» передали заявление Сомервилла: «С сожалением информирую Вас, что в соответствии с имеющимся у меня приказом, я не позволю Вам покинуть порт, если предложения Правительства Его Величества не будут приняты». В 12:07 в воздух были подняты пять «Суордфишей» с подвешенными магнитными минами; прикрытие торпедоносцев осуществляли шесть истребителей «Скьюа». Самолёты не встретили сопротивления и около 12:30 сбросили мины на фарватере у выхода из сетевого заграждения. Около 13:10 Сомервилл сообщил Жансулю, что в случае отказа он откроет огонь в 14:00. В ответ Жансуль в 13:15 передал на «Фоксхаунд», что не намерен выходить в море и ждёт ответа французского правительства на сообщение об ультиматуме. В 13:30 Жансуль дополнительно передал, что готов принять британского посланника для переговоров. Британские самолёты-наблюдатели, кружившие над заливом, доложили, что из Орана в сторону Мерс-эль-Кебира выдвигается эсминец. Поэтому в 14:25 с «Арк Ройала» был подняты два «Суордфиша» 820-й эскадрильи с бортовыми номерами 4K и 4M. Около 14:45 они сбросили две магнитных мины на выходе из гавани Орана.
Холланд поднялся на борт «Дюнкерка» в 15:00. Во время переговоров Жансуль сообщил Холланду о содержании телеграммы Дарлана от 24 июля и объяснил, что французский флот должен подчиниться условиям перемирия и имеет приказы уходить на Мартинику или США в случае попытки захвата противником. Также сообщил о том, что 2 июля французские корабли начали демилитаризацию. Информация об этом была передана Сомервиллу в 16:20. Переговоры не привели к выработке окончательного решения. Жансуль предложил Холланду попытаться выработать временное «джентльменское соглашение». Британские корабли не должны принимать никаких враждебных действий, а французские корабли не будут пытаться выйти из Мер-эль-Кебира. Для выработки окончательного решения нужно было время, и в 16:20 Холланд отправился к Сомервиллу сообщить о ходе переговоров и для обсуждения дальнейших действий.

Однако времени не осталось. Послание Жансуля в 7:56 было принято заместителем Дарлана адмиралом Ле Люком, находившимся в Нераке. Ле Люк связался с Дарланом через его адъютанта в Клермон-Терране. По согласованию с Дарланом Ле Люк от своего имени около 12:00 приказал сняться с якоря крейсерским эскадрам в Тулоне и Алжире и собраться в Оране в полной боевой готовности. Жансулю в 13:05 Ле Люком было дано распоряжение при необходимости ответить силой на силу, применив в том числе подводные лодки и авиацию, о чём была предупреждена немецкая комиссия по перемирию. Британское Адмиралтейство, и без того находившееся в нервозном состоянии, перехватило эти сообщения, после чего радировало Сомервиллу: 
Делайте дело быстро, или вам придётся иметь дело с <французскими> подкреплениями.
В 16:15, когда Холланд ещё только собирался отправляться с «Дюнкерка», Сомервилл передал Жансулю: 
Если предложения не будут приняты в 17:30 по британскому летнему времени, я буду вынужден потопить ваши корабли.
Холланд покинул «Дюнкерк» в 16:35. Дюфей проводил Холланда и вернулся на «Дюнкерк» в 16:50. К этому времени французские корабли находились в готовности к бою. Пары были разведены ещё в 09:00. В 16:50 в воздух поднялись три самолёта-разведчика, а истребители на аэродромах Сен-дени-Дю-Сиг и Релизан были подготовлены к вылету. Линкоры подняли один из двух якорей и оставили только один швартов, которым были прикреплены к молу. Лидеры получили приказ сниматься с якорей.
В 16:27 на французских кораблях ударили в колокола громкого боя. В 16:45 Жансуль определил порядок выхода линкоров в море: первым выходил «Страсбург», за ним «Дюнкерк», «Прованс» и «Бретань». Лидеры, получившие приказ сниматься с якорей в 16:40, должны были выходить самостоятельно по готовности.

### Начало боя
В 16:30 соединение «Н» легло на боевой курс 100° на скорости в 20 узлов. Первым шёл «Худ», за ним в кильватерной колонне «Резолюшен», «Вэлиант», «Аретьюза» и «Энтерпрайз». Впереди линкоров параллельным курсом чуть дальше от берега шли эсминцы «Фолькнор», «Фоксхаунд» и «Форестер». В арьергарде шли эсминцы «Кеппел», «Видетт» и «Эктив». В 16:54 поступил приказ об открытии огня. На этот момент дистанция до французских кораблей составляла порядка 90 кабельтовых (16 600 м), а британское соединение шло тем же курсом 100° на скорости 17 узлов. Британские корабли выбрали для стрельбы направление с северо-запада. Такой выбор был обусловлен двумя обстоятельствами. Во-первых, снижался риск нанести потери гражданскому населению. Во-вторых, силуэты французских кораблей перекрывали друг друга, мешая собственной стрельбе, и представляли для британцев отличную цель, так как перелёты англичан приводили к поражению целей, расположенных сзади. Кроме того, в начале боя французские корабли были неподвижны и тем самым представляли собой лёгкую мишень. Управление стрельбой британских кораблей велось согласно данным командно-дальномерных постов и самолётов-корректировщиков. В 16:54 «Вэлиэнт» дал первый залп, за ним в 16:55 открыл огонь «Худ». Британские корабли стреляли в основном полузалпами — по четыре снаряда в залпе. Целью «Худа» был «Дюнкерк». Первый залп был точным по дальности, но лёг восточнее от французских линкоров, за молом. Второй попал в мол и причалы, осыпав французские корабли градом камней.
Первым среди французов через 1,5 минуты открыл огонь «Прованс», которому пришлось стрелять между мачтами «Дюнкерка». «Страсбург» начал своё движение сразу же после первого британского залпа. Британские корабли от него закрывал «Прованс», поэтому «Страсбург» открыл огонь не сразу. Не успел он отойти, как приблизительно в 17:00 на место его стоянки легли снаряды третьего британского залпа. Остальным французским кораблям повезло меньше. Французские корабли могли выходить в море только поочерёдно один за другим, поэтому остальные корабли ожидали своей очереди В это же время, около 17:00, третий залп с британского «Резолюшен» накрыл «Бретань». 381-мм снаряд пробил броню правого борта в кормовой части и вызвал пожар и взрыв в кормовых артиллерийских погребах главного калибра. Второй снаряд взорвался в кормовом машинном отделении. Над старым линкором поднялся столб пламени и дыма, вся его кормовая часть была охвачена огнём.

### Повреждение «Дюнкерка»
«Дюнкерк» получил четыре попадания 381-мм снарядами в то время, когда выходил на фарватер на скорости 12 узлов. Линкор успел дать несколько залпов перед тем, как получил первое попадание.
Первый снаряд
Первый 381-мм снаряд попал в башню главного калибра № 2. Башня была повёрнута в сторону британских кораблей под углом порядка 100° от диаметральный плоскости на правый борт. Снаряд упал под углом порядка 20° на наклонную часть крыши башни над орудием № 8, продавил плиту и без разрыва рикошетом ушёл дальше. Основная его часть была найдена в 2000 м от корабля в 150 м над деревней Сан-Клотильд. Предположительно один из осколков этого снаряда поразил пост управления огнём на фок-мачте «Прованса» и смертельно ранил старшего артиллерийского офицера. В цементированной плите на крыше башни образовалась вмятина сверху, а снизу был вырван кусок брони серповидной формы максимальной толщиной 100—120 мм. Осколки брони поразили орудие № 8 — пробили цилиндр накатника и попали в зарядный лоток.
В момент попадания осколков орудие находилось в процессе заряжания и на его лотке лежали две первые части порохового заряда. Заряды воспламенились, и в огне погибла прислуга правой полубашни. Лёгкие повреждения получил также персонал, находившийся в командном отсеке башни. Левая полубашня и перегрузочное отделение повреждений не получили — сработали бронепереборка между полубашнями и противопожарные заслонки в системе подачи. Пожар не вызвал значительных разрушений оборудования. Система подачи работала для всех четырёх орудий. Система горизонтальной наводки осталась исправной. Система вертикальной наводки для орудий № 5 и 6 повреждена не была. Для орудия № 7 вертикальная наводка могла осуществляться после расцепления с орудием № 8. Поэтому огонь из орудий № 5 и 6 мог продолжаться, а после восстановления электрозапала могло возобновить огонь и орудие № 7.
Второй снаряд
Второй снаряд ударил в незабронированную часть палубы в корме. Пройдя без разрыва через ангар гидросамолётов и каюты старшин, он вышел в 2,5 метра ниже ватерлинии. По ходу движения снаряд перебил электрокабели крана для подъёма гидросамолётов и кабели, идущие к рулевому приводу. В результате линкору пришлось перейти на управление с помощью четырёхсильного резервного двигателя «Рено». Был затоплен ряд отсеков в кормовой части, в том числе топливная цистерна левого борта. Гидросамолёт перед боем был снят, авиатопливо слито, поэтому два первых попадания мало сказались на боеготовности «Дюнкерка», в отличие от двух следующих.
Третий и четвёртый снаряды
Около 17:00 «Дюнкерк» получил одновременное попадание ещё двух 381-мм снарядов. Третий снаряд попал в главный броневой пояс правого борта в район отсека J (машинное отделение № 1) — в 1,2 м от переборки между отсеками J и K и на 0,4 м ниже верхнего края пояса. Он пробил 225-мм пояс и прошёл сквозь перегрузочное отделение 130-мм спарки. На своём пути он снёс часть подачной трубы и вызвал пожар находившихся в отделении зарядов и снарядов — взорвалось как минимум два 130-мм снаряда. Далее снаряд прошёл через 20-мм противоосколочную перегородку и разорвался в отсеке медицинского склада. Осколками снаряда и взрывом были разрушены несколько продольных переборок и вентиляционный канал. Также была разрушена 20-мм переборка между медицинским отсеком и отсеком воздухоохладительной установки машинного отделения № 1. При отсутствии вентиляции дым от пожаров и продукты горения 130-мм зарядов проникли в машинное отделение и отравили воздух, сделав машинное отделение непригодным для нахождения в нём людей. Положение осложнялось тем, что персонал нельзя было эвакуировать через задраенные броневые двери в переборках. Только дюжине человек удалось выбраться по лестнице в начале отсека, до того как люк, ведущий к ней, был заклинен металлическими осколками.
Взрывы 130-мм снарядов в системе подачи привели также к сильному пожару в туннеле с кабелями и вывели их из строя. Сразу же после получения информации о пожаре в перегрузочном отделении 130-мм башни № 3 правого борта её погреба в отсеке Н были затоплены, а через час после получения информации о дыме, проникшем в систему подачи башни № 4 (130-мм спарка левого борта), был затоплен и её погреб.
Четвёртый снаряд ударил в главный броневой пояс в начале отсека L — в 0,3 м от водонепроницаемой перегородки между отсеками K (котельное отделение № 2) и L (котельное отделение № 3), на 2,5 метра ниже верхнего края пояса, над самым урезом воды. Траектория снаряда шла под углом таким образом, что он попал из отсека L в отсек K. Снаряд пробил 225-мм пояс и скос броневой палубы толщиной 40 мм, затем прошёл через почти полную топливную цистерну отсека K (1 метр ниже максимальной отметки), пробил 30-мм противоторпедную переборку, разорвал электрокабели в тоннеле и проник в отсек котельного отделения № 2. Здесь он разорвал паровой коллектор № 1, который соединял котёл № 21 с носовой машинной группой (котельное отделение № 1 и машинное отделение № 1), и повредил коллектор перегретого пара № 2 и выпускной коллектор вспомогательных механизмов. Далее снаряд попал в верхнюю часть котла № 21 и срикошетил от стенок верхнего паро-водяного барабана (коллектора). Основная часть осколков снаряда общей массой порядка 350—400 кг пробила стенку котла и вылетела обратно в отсек.
В результате котельное отделение № 2 заполнилось нефтью и паром из котлов № 11, 12 и 21 через дыру в котле № 21 и коллектор № 1. Чуть медленнее, но давление пара было сброшено и на котлах № 22, 31 и 32 через коллектор № 2, что попытались компенсировать путём повышения температуры в котлах № 31 и 32. Продукты взрыва и горячий пар быстро заполнили котельное отделение № 2, убив большую часть находившихся в нём людей. Скачок давления вызвал разрушение дымоходов обоих котлов и повредил гидравлическую систему запирания броневых дверей между отсеками, что значительно осложнило эвакуацию выживших. Горячий пар нагрел переборку между КО № 2 и КО № 3, а отсутствие вентиляции привело к тому, что воздух в КО № 3 стал непригодным для дыхания, и позже командир корабля приказал эвакуировать из него весь персонал.
Последствия
В результате этих четырёх попаданий продолжали действовать только котельное отделение № 3 и машинное отделение № 2, приводившее во вращение внутренние валы. Поэтому даже теоретически скорость «Дюнкерка» не могла превысить 26 узлов. Из-за повреждения электропроводки была полностью прекращена подача электричества в корму, вышла из строя сеть правого борта, а кормовые 130-мм башни остались без электричества. Управление рулём осуществлялось с помощью вспомогательного двигателя. Из-за потери одной из основных подстанций были включены носовые резервные дизель-генераторы. Директоры 330-мм и 130-мм орудий вышли из строя из-за потери электроэнергии. Башня главного калибра № 1 продолжала вести огонь по «Худу», башня № 2 молчала, потому что электроэнергия на неё не поступала.
Выходить в море в таком состоянии корабль не мог, поэтому в 17:10 поступил приказ адмирала Жансуля прекратить огонь и встать на якорь напротив деревни Сан-Андре, под защитой берега и форта Сантон. В 17:13 линкор бросил якорь на 15-метровой глубине.

### Кульминация боя
Лидер «Могадор», начавший движение раньше всех, первым подошёл к проходу в боновом заграждении и находился неподалёку, ожидая, пока буксир расширит проход. В это время с лидера заметили на расстоянии 15 000 м английский эсминец «Рестлер», стороживший выход из гавани. «Могадор» дал по эсминцу залп из 138-мм орудий, однако в этот момент, около 17:04, в корму лидера попал 381-мм снаряд, что привело к взрыву 16 расположенных там глубинных бомб. Взрыв оторвал корму лидера по переборку кормового машинного отделения, после чего «Могадор» был вынужден встать на якорь на малой глубине. Начавшийся на корабле пожар вскоре был потушен прибывшими из Орана малыми судами.
«Прованс» вёл огонь по головному британскому «Худу», однако залпы ложились большими недолётами из-за неправильно определённой дистанции до цели — она была определена как 65 кабельтовых. «Прованс» дал малый ход и начал медленно двигаться к выходу из гавани. После выпущенных 22 снарядов в 10 залпах на нём вышел из строя пост управления огнём на фок-мачте. Осколок британского снаряда срикошетил от «Дюнкерка» и вывел из строя приборы «Прованса», тяжело ранив старшего артиллерийского офицера. Тот отдал приказ башням стрелять самостоятельно, но приказ выполнить не успели. В 17:02 381-мм снаряд попал в корму «Прованса», заклинил башню № 4 и вызвал пожар. Ещё один снаряд угодил в центральную часть линкора, повредив одно из орудий башни № 3. Пожар подбирался к кормовым погребам главного калибра, поэтому их затопили. Из-за большой течи корабль осел кормой. По приказу находившегося на борту командира 2-й дивизии линкоров контр-адмирала Буксена, «Прованс» приткнулся к берегу между Розвиллем и Сан-Клотильд.
Третий снаряд попал в район центральной башни главного калибра «Бретани», вызвав взрыв боезапаса 138-мм орудий. Линкор накренился на правый борт, приняв внутрь большое количество воды. Четвёртый снаряд попал в основание носовой треногой мачты. Корабль полностью потерял боеспособность, после чего был отдан приказ покинуть корабль. Командир корабля попытался выбросить «Бретань» на берег, но в 17:07 линкор был охвачен огнём с носа до кормы и начал крениться, на нём раздался взрыв. Над кораблём на высоту порядка 200 метров поднялось облако огня и дыма. В 17:09 «Бретань» перевернулась и затонула. Шлюпки с «Коммандант Теста» подняли из воды 145 человек.
Французы избрали своей целью головной «Худ». С 17:00 по нему вели огонь «Дюнкерк» (красный цвет разрывов), выпустивший 40 снарядов, «Прованс» (зелёный цвет разрывов), выпустивший 22 снаряда, и 194-мм батарея форта Сантон, выпустившая порядка 30 снарядов. Наблюдателями были замечены всплески вокруг «Худа», однако попаданий в него не было. Осколки разорвавших в воде снарядов попали в основание трубы, перебили радиоантенну и ранили двух человек. По свидетельствам очевидцев, два снаряда дали рикошет, ударившись о воду в кабельтове от корабля, и пролетели над мостиком.
В 17:04 британские корабли временно прекратили огонь и начали поворот для смены курса, поставив дымовую завесу. Гавань Мерс-эль-Кебира к этому времени заволокло дымом, закрывшим все цели. Поэтому, когда после завершения поворота в 17:08 стрельба возобновилась, она велась уже с меньшей интенсивностью. «Худ» дал ещё три залпа по береговой батарее, добившись третьим её накрытия. Англичане считали, что подавили её, но на самом деле потерь в орудиях на батарее не было. В 17:12 британские корабли прекратили стрельбу. Всего за вычетом времени на поворот стрельба длилась 13 минут. За это время британские корабли сделали 36 залпов. Количество выпущенных снарядов не известно, но британцы добились как минимум 11 попаданий. Худ при этом выпустил 56 снарядов, добившись 4 попаданий в «Дюнкерк», и, возможно, некоторые попадания в «Бретань» и «Прованс» также можно отнести на его счёт.
К этому времени «Бретань» затонула, «Прованс» выбросился на берег, повреждённый «Дюнкерк» встал на якорь. «Могадор», лишившийся кормовой оконечности, также стоял на якоре и занимался тушением пожара. В 17:15 Жансуль передал по радио Сомервиллу: «прошу прекратить огонь». В ответ Сомервилл ответил, что откроет огонь ещё, пока не увидит французские корабли потопленными.

### Бегство «Страсбурга»
«Страсбург» начал движение практически сразу же после первого залпа британских кораблей — в 16:55, обрубив кормовой швартов и стравив якорную цепь левого борта. Второй британский залп, угодивший в мол, осыпал надстройки и палубу линкора градом камней. Руль был положен на левый борт, турбины работали «враздрай»: винты левого борта вращались в режиме заднего хода, правого — в режиме переднего. После разворота около 17:00 «Страсбург» пошёл вперёд на правых турбинах. В этот момент на место его стоянки легли снаряды третьего британского залпа.
В 17:10 «Страсбург» миновал повреждённый «Могадор» и, чтобы не попасть на британские магнитные мины, на скорости около 15 узлов прошёл впритирку с южным краем выхода из бонового заграждения. Накануне «Страсбург» был оборудован размагничивающим устройством и капитан Колина надеялся, что линкор безопасно проследует мины. Однако, как позднее показало обследование, устройство было смонтировано не верно и не работало как следует, поэтому «Страсбург» только чудом не подорвался на британских минах. Таким образом, мины произвели больший эффект на Сомервилла, который не поверил первому донесению с «Суордфиша» о том, что один из линкоров типа «Дюнкерк» покидает гавань. Линкор, пройдя выход из бонового заграждения, последовал в открытое море за лидерами «Вольта», «Террибль», «Линкс» и «Тигр». «Керсен» шёл только на одном винте и вышел из гавани позже. Был отдан приказ развить полный ход, и «Страсбург» увеличил его до 28 узлов. Из его трубы валил густой чёрный дым, видный с расстояния до 20 миль. Его причиной был один из осыпавших линкор обломков мола, застрявший в вентиляционной решётке в дымовой трубе. Несмотря на демаскирующий дым, французский линкор был скрыт от британских линкоров густым дымом горящих французских кораблей и выставленной британскими эсминцами дымовой завесой. Из этой завесы внезапно появился британский эсминец «Рестлер», стороживший выход из гавани, однако вскоре он был отогнан огнём лидеров «Вольта» и «Террибль». По британскому эсминцу открыл огонь и «Страсбург». Какое-то время французский линкор был теперь в относительной безопасности, прикрытый 240-мм батареей с мыса Канастель. Держась близ побережья, «Страсбург» прошёл минное поле у мыса Канастель.
В 17:40 британская подводная лодка «Протеус» попыталась выйти в атаку на «Страсбург», но была отогнана глубинными бомбами с лидеров «Тигр» и «Линкс». Колина приказал «Вольте» и «Терриблю» занять место по левому борту «Страсбурга», а «Линксу» и «Тигру» выйти вперёд. Ещё в 17:25 с «Арк Ройала» взлетели шесть «Суордфишей» 818-й эскадрильи. Каждый нёс по четыре 113-кг и по восемь 9-кг бомб. Их задачей была бомбардировка малых кораблей в гавани Мерс-эль-Кебира. Прикрытие торпедоносцев осуществлялось тройкой «Скьюа» 803-й эскадрильи. 113-кг бомба была слишком мала для того, чтобы пробить толстую палубу французского линкора. Тем не менее, когда поступила информация о прорыве «Страсбурга», эти самолёты были перенацелены на него. В 17:40 самолёты вышли в атаку, сбросив бомбы с пикирования под углом в 50°. Хотя пилоты сообщили об одном-двух попаданиях, по французским данным, их атака была безуспешной. Сильным огнём 130-мм орудий «Страсбурга» и лидеров две «авоськи» были так сильно повреждены, что не дотянули до авианосца, упав в воду. Их экипажи были спасены эсминцем «Рестлер». Около 18:00 к французскому соединению присоединились эсминцы «Борделе», «Тромб» и «Пурсюивант» из Орана, прикрыв «Страсбург» с кормы. К этому времени в пределах досягаемости орудий «Страсбурга» оказался «Арк Ройал», но Колина, не искушая судьбу, решил уходить.
Выход «Страсбурга» из гавани стал для Сомервилла неприятной неожиданностью. Теперь французский линкор могли догнать только «Худ» или самолёты с «Арк Ройала». Выбранный британскими линкорами курс хорошо подходил для стрельбы, но вёл в противоположном от курса французского линкора направлении, а выбранный ход в 18 узлов был недостаточным для того, чтобы догнать «Страсбург». Сомервилл приказал развернуть «Худ», а лёгким крейсерам и эсминцам оставить «Резолюшен» и «Вэлиант» и занять положение впереди «Худа». После этого «Худ» развил максимальный ход. Ему пришлось открыть зенитный огонь из 102-мм орудий по атаковавшим его французским самолётам, а затем уворачиваться от торпедной атаки лидеров «Террибль» и «Вольта», произведённой ими с дистанции в 70 кабельтовых. Британские крейсера и эсминцы вступили с французскими эсминцами в перестрелку, к которой подключился и «Худ», дав два залпа по едва видимым в сумерках целям. В этот момент его огонь поддержал «Вэлиант», несмотря на свои 23 узла, не сильно отставший от формально 28-узлового «Худа». В 19:00 расстояние до «Страсбурга» составляло 25 миль.
После непродолжительной погони стало ясно, что расстояние не уменьшается. Ночью обнаружить французские корабли было бы затруднительно. В море находилось большое количество французских крейсеров и эсминцев, и Сомервилл решил не подвергать опасности «Худ» и оставшиеся без прикрытия старые линкоры, около 20:25 приказав прекратить погоню и возвращаться в Гибралтар.
Атаки самолётов «Арк Ройала» также были безуспешными. В 18:50 была поднята шестёрка «Суордфишей» 818-й эскадрильи, вооружённых торпедами Марк XII. Торпеды были оснащены неконтактными магнитными взрывателями «Дюплекс» и были выставлены на глубину хода 6 метров — специально для атаки «Страсбурга». Считается, что это была первая торпедная атака крупного боевого корабля в море. Торпедоносцы нашли французское соединение уже в сумерках (закат солнца в 19:35). Видимость была порядка двух миль, и самолёты, обогнув французское соединение с носа, зашли в атаку со стороны берега. При этом французские корабли были хорошо видимы на светлой стороне горизонта, а обнаружение британских самолётов на фоне тёмного берега было затруднительно. Во время этого манёвра они были обстреляны из дальнобойных зенитных орудий. «Суордфиши» вышли в атаку в 19:55. Торпедоносцы шли на высоте 6 метров с интервалом порядка 300 м. Сопротивления они почти не встретили — были обстреляны только две последние машины. Пилоты заявили об одном-двух попаданиях. Фактически же «суордфиши» не добились ни одного попадания, лишь одна из торпед взорвалась в 25 метрах от борта «Страсбурга», не причинив ему повреждений.

### Завершение боя
Действия французской авиации оказались столь же малоуспешными. В 17:30 пять французских истребителей «Кертис Хок» H-75A атаковали «Суордфиши», корректировавшие стрельбу. Тройка находившихся в воздухе «Скьюа», сопровождавших «Суордфиши», ходившие в атаку на «Страсбург», завязала с «хоками» жаркий бой. «Скьюа» с бортовым номером L 2915 был сбит, оба члена экипажа погибли. Позже французские истребители, вооружённые 75-кг бомбами, попытались выйти в атаку на британские корабли. Атаке мешали отсутствие бомбовых прицелов, зенитный огонь с кораблей и стычки со «Скьюа». К атаке истребителей подключилась и летающая лодка Breguet Br.521 из Бизерты. Однако всё, чего они смогли добиться, — несколько разрывов бомб вблизи эсминца «Рестлер».
Соединение «H» повернуло на Гибралтар, куда и вернулось 4 июля. После получения сигнала от разведывательного самолёта о том, что британские корабли отвернули, скорость «Страсбурга» была снижена до 20 узлов, а в котельных отделениях были раздраены броневые переборки. В котельном отделении № 2 котлы находились под рабочим давлением в 27 атмосфер, но все тридцать человек персонала лежали без сознания из-за жары и токсичных газов, скапливавшихся там из-за повреждения вентиляции. Пятеро человек вскоре умерли. Повреждённый вентиляционный короб быстро починили, и через час линкор уже опять мог дать полный ход.
Тем временем в 18:00 в Мерс-эль-Кебире буксиры «Эстрель» и «Котантен» вместе со сторожевиками «Тер Нёв» и «Сетус» приткнули к берегу «Дюнкерк» — примерно 30 метров его носовой оконечности вытащили на 8-метровую отмель. Линкор принял через пробоины примерно 700 т воды, и ещё порядка 150 тонн балласта было принято в цистерны левого борта для выравнивания крена. Аварийные партии приступили к ремонту повреждений. В 19:00 поступил приказ Жансуля эвакуировать экипаж — на борту остались только около 360 человек, задействованных в ремонтных работах. В 19:30 Жансуль известил Сомервилла об эвакуации, но в ответ получил только приказ Ле Люка прекратить переговоры со врагом. Раненые были размещены в госпитале в Сан-Андре. 800 человек с «Дюнкерка» сошли на берег и были отправлены из Орана в Тулон на лайнерах «Шампольон» и «Мариэт Паша».

### События 6 июля
Ночью 4 июля «Арк Ройал» приготовил самолёты для атаки «Дюнкерка», приткнувшегося к берегу у форта Мерс-эль-Кебир. К вылету были подготовлены двенадцать «Суордфишей» с шестью 114-кг бомб на каждом и девять «Скьюа», нёсших по одной 227-кг бомбе. До 5 часов утра британское соединение находилось в тумане, что задержало вылет самолётов. Атаку при дневном свете сочли слишком рискованной, и она была отменена. Соединение «H» направилось в Гибралтар, куда и прибыло вечером 4 июля.
Гавани Мерс-эль-Кебира и Орана были признаны французским командованием небезопасными, и основная часть французских кораблей была отправлена на другие базы. 4 июля гидроавианосец «Командант Тест» ушёл из Мерс-эль-Кебира в Бизерту. В Тулон были переведены лёгкие крейсера и лидеры из Алжира. Из Орана в Алжир были переведены семь миноносцев: «Борделе», «Тромб», «Трамонтан», «Торнад», «Тифон», «Брестуа» и «Булонэ». В Бизерту вслед «Команданту Тесту» были отправлены колониальные сторожевые корабли «Шамуа», «Батайоз», «Эмпетюоз» и «Риго де Жануйи». Британские подводные лодки ночью 3 июля получили сигнал топить обнаруженные французские корабли. «Командант Тест» был обнаружен подводной лодкой «Протеус», однако она не смогла выйти в атаку. Сторожевику «Риго де Жануйи» повезло меньше — на переходе в Бизерту он был торпедирован подводной лодкой «Пандора», находившейся в районе Алжира, после чего затонул.
4 июля пожары на «Дюнкерке» были потушены, начались работы по восстановлению электроснабжения, заделыванию пробоин и откачке воды. Несмотря на большие потери в людях, повреждения оборудования оказались не слишком велики, и Жансуль полагал, что в течение нескольких дней можно починить котёл и паровые коллекторы, после чего перейти в Тулон для капитального ремонта. Он известил об этом командование во Франции и адмирала Эстева в Бизерте. Последний не преминул выпустить коммюнике для алжирской прессы, в котором сообщалось, что повреждения «Дюнкерка» невелики и через несколько дней он своим ходом придёт в Тулон.
Британская авиаразведка не смогла к этому времени выяснить степень повреждения «Дюнкерка». После получения данных о коммюнике Эстева Сомервилл получил приказ Черчилля и Адмиралтейства выйти в море и «завершить работу». 5 июля в 19:00 соединение «Н» вышло из Гибралтара в составе «Худа», «Вэлианта», «Арк Ройала», «Аретьюзы», «Энтерпрайза» и 10 эсминцев. Самый медленный из линкоров — «Резолюшен» — был оставлен на базе. Так как «Дюнкерк» стоял вблизи деревни Сант-Андре, Сомервилл решил, что артобстрел французского линкора может повлечь жертвы среди мирного населения. Поэтому по согласованию с Адмиралтейством было решено атаковать «Дюнкерк» торпедоносцами с «Арк Ройала».
Британские самолёты шли в атаку тремя волнами. В 4:20, когда «Арк Ройал» находился в точке с координатами 36°19′ с. ш. 02°23′ з. д., примерно в 100 милях от Орана, с его палубы взлетела шестёрка «Суордфишей» 820-й эскадрильи. Самолёты несли торпеды Mark XII с неконтактными взрывателями «Дюплекс». Торпеды были выставлены на скорость хода 27 узлов и глубину 3,6 метра. В 4:45 взлетела тройка «Суордфишей» 810-й эскадрильи, которую прикрывали шесть «Скьюа» из 800-й эскадрильи. В 5:20 в воздух поднялись три «Суордфиша» 810-й эскадрильи и шесть «Скьюа» из 803-й эскадрильи.
Французские корабли находились в незавидном положении. Все 130-мм орудия «Дюнкерка» вышли из строя, а электропитание их директоров не было восстановлено. Обслуга зенитных автоматов и пулемётов была эвакуирована. Команда имела приказ Жансуля и командующего «Дюнкерком» Сегуина покинуть корабль в случае воздушной атаки. Воздушная разведка не велась. Истребительного прикрытия не было. Вокруг «Дюнкерка» не были установлены противоторпедные сети. У правого борта линкора находился сторожевик «Тер Нёв», на который осуществлялась эвакуация тел погибших. На борту сторожевика находились глубинные бомбы, большая часть со снятыми предохранителями, опасностью чего пренебрегли.
Первая волна торпедоносцев кружила в 15 милях от берега на высоте 2100 метров с тем, чтобы атаковать с восходом солнца, который ожидался в 4:53. В 5:28, когда первые солнечные лучи из-за гор осветили гавань Мерс-эль-Кебира, торпедоносцы вышли в атаку. Внезапность удалась — во время атаки большая часть экипажа «Дюнкерка» мирно дремала на палубе. Однако, несмотря на отсутствие сопротивления, поразить неподвижную мишень на малой глубине оказалось непростой задачей. Ни одна из торпед, выпущенных самолётами первой волны, не попала в «Дюнкерк». Одна из торпед поразила «Тер Нёв», но не взорвалась. Сторожевик начал тонуть. В 5:47 в атаку вышла вторая волна торпедоносцев. Она была встречена зенитным огнём и также не добилась попаданий в линкор. Однако одна из торпед поразила «Тер Нёв», разорвав его пополам. Сторожевик быстро затонул. Самолёты третьей волны пролетели мыс Фалкон в 5:50. Их встретили французские истребители, которые тут же оказались связаны боем с эскортными «Скьюа». В схватке один из «Скьюа» 803-й эскадрильи был повреждён и позже, не дотянув до авианосца, сел на воду. Его экипаж был спасён эсминцем «Видет». Торпедоносцы третьей волны также не добились попаданий в «Дюнкерк». Одна из торпед потопила буксир «Эстрель», маневрировавший в 70 метрах от линкора. Ещё одна торпеда, предположительно, прошла под килем линкора и угодила в обломки сторожевика «Тер Нёв». Взрыв торпеды вызвал детонацию не менее 14 из 44 глубинных бомб сторожевика. Взрыв 1400 кг взрывчатки глубинных бомб был ужасен. Столб мутной воды поднялся на высоту порядка 100 метров.
Эпицентр взрыва находился в начале отсека G, вблизи переборки между отсеками G и F — в районе переднего края барбета башни № 2 главного калибра. По приказу Сегуина при первой атаке торпедоносцев были затоплены погреба 330-мм орудий, тем самым была исключена возможность их детонации. В результате подводного взрыва в борту образовалась пробоина 18 х 12 метров. Противоторпедная 40—50-мм переборка выгнулась на протяжении 40 метров, и во многих местах открылась течь. Были затоплены машинные отделения, пост управления огнём и командный пункт по борьбе за живучесть корабля. Плиты главного пояса прогнулись внутрь, выпучив броневую палубу. От взрыва также сошли со своих направляющих директора управления огнём. Корпус принял порядка 20 000 т воды, и линкор осел на грунт. Крен в 5° был затем выровнен контрзатоплением.
Последствия взрыва глубинных бомб «Тер Нёва» оказались серьёзней тех, на которые могли рассчитывать англичане, — взрыв 1400 кг взрывчатки был эквивалентен попаданию 8 британских торпед. «Дюнкерк» вышел из строя как минимум на несколько месяцев. В условиях ограниченных производственных мощностей Орана его временный ремонт был завершён в июле 1941 года, а переход в Тулон состоялся только в феврале 1942 года.

## Итоги
Совокупные британские потери оказались минимальными и составили шесть самолётов. 3 июля, кроме двух «Суордфишей», потерянных при атаке «Страсбурга», и одного «Скьюа» сбитого французскими истребителями, были потеряны ещё два самолёта. Один из «Суордфишей» 810-й эскадрильи, сначала корректировавший огонь «Худа», а потом ведший наблюдение за «Страсбургом», сел на воду из-за выработки топлива. Экипаж был подобран эсминцем «Рестлер». Ещё один «Скьюа» сел на воду недалеко от «Арк Ройала». 6 июля один из «Скьюа», повреждённых в бою с французскими истребителями, не дотянув до авианосца, сел на воду. Его экипаж был спасён британским эсминцем. Общие потери в людях — 2 члена экипажа «Скьюа», сбитого 3 июля.
Официальные потери французов в операциях 3 и 6 июля составили 1297 человек. Распределение этих потерь по кораблям различается в зависимости от источника. Наибольшие потери понесли экипажи «Дюнкерка» и «Бретани». По данным Джордана и Дюма, в операциях 3 и 6 июля погибло 210 членов экипажа «Дюнкерка» — 9 офицеров, 32 старшины и 169 моряков. По данным Александрова, вместе с «Бретанью» на дно ушли её командир — капитан 1-го ранга Ле Пиван, 37 офицеров, 155 старшин и 784 матроса. В 1942 году на дамбе напротив места гибели «Бретани» адмиралом Дарланом была установлена мемориальная доска. Корпус корабля был поднят и в 1952 году разобран на металл.
Адмирал Жансуль и командир «Дюнкерка» Сегуин допустили ряд грубых ошибок. Их междоусобица помешала 3 июля своевременно отчалить, а отсутствие противоторпедных сетей, неспособность организовать ПВО линкора и наличие вблизи корабля сторожевиков со взведёнными глубинными бомбами привели к выходу «Дюнкерка» из строя на длительный срок. В британском флоте это бы поставило крест на их дальнейшей карьере. Однако ситуация во французском флоте в июле 1940 года была такова, что благодаря лояльности офицеров командованию эти ошибки мало сказались на их судьбе. По прибытии в Тулон Жансуль был отчитан Дарланом. В результате реорганизации флота была упразднена Атлантическая эскадра, и Жансуль лишился своего поста, но получил пятую звезду и стал полным адмиралом. Сегуин был назначен командиром «Страсбурга» и оставался им до ноября 1941 года.

## Последствия
Несмотря на то, что один линкор был потоплен, а два повреждены, 3 июля британский флот выполнил задачу лишь частично — основной целью операции была нейтрализация новейших линкоров. «Страсбург» же невредимым прорвался в Тулон, а повреждения «Дюнкерка» могли быть исправлены за несколько дней. Только повторная атака 6 июля надолго вывела «Дюнкерк» из строя. Дипломатические отношения были немедленно официально разорваны. При этом, как и обещал Жансуль, французский флот, бывший до этого проанглийским, стал считать британский флот своим противником.
3 июля в 20:00 адмирал Дарлан приказал флоту атаковать любые встретившиеся британские корабли, где бы те ни находились, — решение, которое без сомнений было на пользу Германии. Французские корабли из слабо защищённых портов Северной Африки — Мерс-эль-Кебира, Орана и Алжира — переводились в Тулон, находившийся вблизи немецкой оккупационной зоны. Разрыв между Францией и Британией привёл к пересмотру условий перемирия. Уже 4 июля положения, касающиеся разоружения флота, были отменены. Генерал де Голль, командующий вооружёнными силами Свободной Франции, продолжавшими битву с Германией, в своих мемуарах писал, что агрессия в Мерс-эль-Кебире сильно ударила по его планам. Приток добровольцев, желавших продолжить борьбу, резко сократился.
Тем не менее, французское правительство рассудило, что в дополнение к оккупации Германией проблемы с Британией не нужны. 5 июля Дарлан издал новый приказ, согласно которому следовало атаковать любые британские суда, приблизившиеся к французскому побережью на 20 миль . В самом французском обществе события в Мерс-эль-Кебире были восприняты неоднозначно. Африканские порты находились слишком далеко от европейской территории Франции. Большинство французов больше были озабочены оккупацией Германией части территории Франции, и именно Германия рассматривалась населением и армией как основной противник. Многие просто не могли поверить, что англичане открыли огонь первыми. Всё это привело к определённой изоляции флота от армии и населения.
Британский флот нелегко воспринял приказы своего правительства. Известно о негативном отношении к ним адмирала Каннингема, мирно урегулировавшего вопрос разоружения французской эскадры в Александрии. На специально посвящённом этому случаю заседании Палаты лордов в 1954 году были озвучены и взгляды адмиралов Норта и Сомервилла. Однако все их протесты в июле 1940 года были отклонены, а приказ Военного кабинета об атаке был признан не подлежащим отмене.
Британский флот стрелял по кораблям своего союзника и ранее. В 1807 году англичане, находившиеся в союзе с Данией, потребовали, чтобы датский флот перешёл для интернирования в английские порты. После получения отказа датская эскадра была расстреляна британским флотом на рейде Копенгагена. С точки зрения британского правительства, превентивные меры по нейтрализации французского флота были оправданы. Великобритания обезопасила себя, сохранив выгодное ей соотношение сил на Средиземном море и в районе Британских островов. По воспоминаниям Черчилля, Великобритания тем самым показала всему остальному миру, в первую очередь США, готовность продолжить борьбу. Решимость правительства стала и дополнительным стимулом для народа в развернувшейся битве за Британию. Поэтому и был отдан этот приказ, который сам Черчилль назвал «ужасным, но необходимым». Британские адмиралы считали, что, если бы было дано дополнительное время, в Мерс-эль-Кебире возможно было найти мирное решение, как в Александрии. Однако давление со стороны британского правительства и ответные меры французского флота этого времени не дали, что и привело к трагедии.
12 июля французское правительство заявило, что переходит только к оборонительным действиям и что будет отвечать на агрессию без помощи бывших врагов, подразумевая Германию и Италию. Британское же правительство посчитало инцидент исчерпанным и в свою очередь издало приказ не вступать в сражение с французскими кораблями, если только они не идут в зону, оккупированную немцами.
27 ноября 1942 года, при попытке захвата немцами французского флота в Тулоне, французские моряки затопили свои корабли. В число затопленных кораблей вошли и пережившие трагедию Мерс-эль-Кебира линкоры «Страсбург», «Дюнкерк» и «Прованс». Французский флот, сохранивший лояльность своему правительству и не перешедший на сторону американо-британских войск, захвативших французскую Африку, выполнил данное 18 июня 1940 года Дарланом обещание — французские корабли не достались странам Оси.

## Память
Несколько сотен погибших моряков были похоронены на военной части кладбища над гаванью Мерс-эль-Кебир. В 1954 году, когда были подняты останки моряков с «Бретани», их разместили на кладбище в склепе. На стенах склепа были выгравированы имена всех погибших, а наверху был установлен флагшток с флагом Бретани — провинции, в честь которой был назван линкор. В 1983 году была создана «Ассоциация бывших моряков и семей жертв Мерс-эль-Кебира». Своей целью она ставила охрану памятников и возврат останков моряков на родину. После обретения Алжиром независимости члены семей погибших выражали обеспокоенность за сохранность могил и памятников. До начала 1990-х годов кладбище находилось на попечении алжирской армии, а родственники погибших могли беспрепятственно посещать кладбище. В годовщину сражения на кладбище устраивались торжественные церемонии. Однако затем из-за беспорядков в Алжире доступ к кладбищу был ограничен. Само кладбище перестало охраняться. В мае 2005 года во французских средствах массовой информации появилась информация о том, что кладбище подверглось нападению вандалов.
Организованная французским обществом ветеранов комиссия посетила Мерс-эль-Кебир и обнаружила, что часть могильных крестов была разбита, склеп вскрыт, а медные таблички с именами погибших украдены. На сегодняшний момент «Ассоциация бывших моряков и семей жертв Мерс-эль-Кебира» продолжает переговоры с правительствами Франции и Алжира об эксгумации и перезахоронении останков на французской территории.